# Marile descoperiri
Marile descoperiri (denumire originală The Age of Discovery) este o trilogie fantasy scrisă de Michael A. Stackpole. Seria prezintă un univers în care o cultură similară celei chinezești descoperă un nou continent spre răsărit, populat de un popor asemănător celui mayaș. Într-un cadru puternic ficționalizat, trilogia ridică problema unei istorii paralele în care nu europenii, ci chinezii ar fi descoperit America.

## Conținutul seriei
- A Secret Atlas (2005) - ro. Atlasul secret
- Cartomancy (2006) - ro. Hărțile prevestitoare
- The New World (2007) - ro. Lumea nouă

## Intriga

### Atlasul secret
Cartograful Qiro Anturasi, aflat în slujba prințului nalenyan Cyron, îi trimite pe cei doi nepoți ai săi - Keles și Jorim - să exploreze regiunile necunoscute ale lumii, pentru a realiza atlase geografie cât mai corecte. Keles călătorește spre vest, în ținuturile răvășite de magie sălbatică din Ixyll, în timp ce Jorim străbate Marea de Răsărit și descoperă un nou continent, populat de amentzutli.
Rămas în capitala Nalenyrului, Moriande, Qiro imaginează un nou continent, Anturasixan, menit să fie refugiul nepoatei sale, Nirati. Aceasta este asasinată, iar spiritul ei se refugiază în Anturasixan, pe care Qiro - devenit cartograf Mistic - îl trece din imaginația sa în lumea reală.

### Hărțile prevestitoare
Qiro îi oferă Anturasixanul prințului Nelesquin, ca bază pentru invazia planificată de acesta în cele Nouă Principate, pe care vrea să le reunească sub conducerea sa. În Principate, tot mai multe spirite ale războinicilor Mistici din vremea Împărătesei Cyrsa ies la lumină și se adună pentru a face față invaziei.
Keles Anturasi este capturat în Ixyll de prințul deseian Pyrust, în timp ce Jorim află de la amentzutli că este încarnarea zeului Tetcomchoa și intră într-un program de recuperare a puterilor magice.

### Lumea nouă
Jorim/Tetcomchoa ajunge în lumea zeilor și-l împiedică pe tatăl zeilor, Nessagafel, să distrugă întreaga creație.
În lumea muritorilor, legendara Împărăteasă Cyrsa își face apariția și-i organizează pe Misticii renăscuți pentru a-l contracara pe uzurpatorul Nelesquin. Acesta îl are alături pe Qiro, a cărui măiestrie îi permite să schimbe relieful lumii după bunul plac, dar Keles dovedește că posedă și el talentul bunicului său și îl întrece în măiestrie, reușind să aducă victoria Împărătesei.

## Personaje
- Keles Anturasi - cartograf nalenyan talentat, desemnat să refacă fostul Drum al Mirodeniilor din vestul celor Nouă Principate. Capturat de deseieni, descoperă modul în care arta sa poate modifica lumea reală și o readuce în echilibru, salvând Imperiul Cyrsei. Se căsătorește cu Jasai, ducesă de Helosunde și prințesă a Deseirionului.
- Jorim Anturasi - fratele lui Keles, aventurier și cartograf, desemnat să exploreze Marea de Răsărit. El descoperă un nou continent, populat de poporul amentzutl, de la care află că este încarnarea zeului Tetcomchoa. După ce își redobândește puterile divine, se opune planului lui Nessagafel, tatăl zeilor, de a distruge creația lumii.
- Nirati Anturasi - sora lui Keles și Jorim, părăsește planul fizic și se retrage într-o lume creată de bunicul ei, situată pe continentul Anturasixan. De acolo pleacă să-l ajute pe Jorim să-l învingă pe Nessagafel și își asumă ulterior rolul de Zeiță a Morții.
- Qiro Anturasi - bunicul celor trei, cartograf Mistic capabil să modifice lumea reală după bunul plac. El creează continentul Anturasixan și îl ajută pe prințul Nelesquin în invazia menită să uzurpe tronul Împărătesei Cyrsa, dar este oprit de Keles.
- Nelesquin - prinț imperial care a trădat cauza Împărătesei Cyrsa în timpul războiului cu turasynzii. Ucis de Virisken Soshir, trupul, sufletul și spiritul său sunt separate de către discipolii săi, lucru care-i permite sp revină pe pământ peste câteva sute de ani pentru a-și revendica tronul. Este înfrânt de întrupările lui Virisken Soshir și Jogot Yirxan.
- Moraven Tolo - războinic rătăcitor și Mistic sub chipul căruia se ascunde fostul consort al Împărătesei, Virisken Soshir, cel desemnat să-l asasineze pe Nelesquin în campania împotriva turasynzilor.
- Ciras Dejote - războinic, ucenic al lui Moraven Tolo, încarnare a spiritului lui Jogot Yirxan, spionul trimis de Împărăteasa Cyrsa să-l ucidă pe Virisken Soshir. Se alătură forțelor imperiale care luptă împotriva prințului Nelesquin.
- Borosan Gryst - inventator de mașinării pre-programate dotate cu inteligență limitată, care ajută armata Împărătesei Cyrsa să se opună armatei create de Qiro Anturasi pentru Nelesquin.
- Tyressa - războinică keru însărcinată cu paza lui Keles
- Rekarafi - războinic virukian care-l însoțește pe Keles pentru a-și plăti datoria față de acesta
- Cyron - prințul Nalenyrului, expert în logistică. După moarte, devine zeu.
- Pyrust - prințul Deseirionului, bun strateg militar. După moarte, i se alătură lui Nirati Anturasi în ajutorarea lui Jorim/Tetcomchoa.
- Împărăteasa Cyrsa - curtezană devenită concubină a Împăratului. Își asasinează soțul și devine Împărăteasă, pentru a conduce o campanie militară împotriva invadatorilor turasynzi. Ulterior se ascunde sub identitatea unei curtezane mistice, Doamna de Jais și Jad și, după înfrângerea insurecției lui Nelesquin, își reia locul pe tron.
- Pelut Vniel - Mare Ministru nalenyan, apărător feroce al birocrației, pentru supraviețuirea căreia este dispus să sacrifice orice, inclusiv propria viață.

## Istoria
Vreme de mii de ani lumea s-a aflat sub stăpânirea virukilor, al căror Imperiu avea capitala la Virukadeen. Dintre celelalte rase existente, soothii au fost aleși să îndeplinească funcțiile birocratice în Imperiu, în timp ce oamenii au fost ținuți ca sclavi. Cu 3000 de ani înaintea evenimentelor prezentate în trilogie, virukii au ignorat sfaturile soothilor în problemele de politică internă și au ajuns la lupte pentru putere care au implicat folosirea unor vrăji extrem de puternice. Acestea au dus în cele din urmă la scufundarea lanțului muntos pe care se ridica Virukadeen, locul acestuia fiind luat de Marea Întunecată. În acele vremuri s-a ridicat pe cer a doua lună ca mărime, Gol'dun (Perla Neagră), iar Imperiul Viruk s-a destrămat, supraviețuitorii viruki retrăgându-se în provincia Irusviruk din sud-vest.
Oamenii care trăiau în provinciile imperiului au început să se revolte și, după un mileniu, o armată de Oameni Adevărați a invadat Imperiul Viruk cu o armadă și a eliberat teritoriile populate de oameni. Virukii rămași în viață s-au retras în teritoriul Irusviruk și au păstrat în continuare relații de cooperare cu oamenii.
Între timp, în Marea de Răsărit și-a făcut apariția un nou continent, Caxyan, populat de oamenii din poporul amentzutl. Aceștia au fost implicați într-un război îndelungat cu ansatli, o rasă reptiliană, pe care au învins-o cu ajutorul magiei învățate de la zeul Tetcomchoa. Acesta a părăsit Caxyanul și a plecat înspre vest, unde i-a reorganizat pe oamenii din fostul Imperiu Viruk, i-a învățat magia și a pus bazele unui imperiu uman. El a rămas cunoscut în istorie ca Împăratul Taichun. Unul dintre generalii săi, Urmyr, a scris Cărțile înțelepciunii, precum și un tratat despre experiența pe câmpul de luptă, intitulat Dansul războiului.
Imperiul a prosperat de la un conducător la altul, reușind să stabilească și o importantă rută comercială înspre ținuturile apusene, cunoscută ca Drumul Mirodeniilor. În timpul Împăratului Dailon al IV-lea s-a constuit cu mari eforturi un drum imperial care lega cele mai importante orașe, începând din capitala Kelewan până în nordicul Felarati. La granița de nord au fost comasate trupe de războinici menite să țină piept triburilor migratoare ale turasynzilor.
Câteva sute de ani mai târziu, turasynzii au reușit să invadeze teritoriile Imperiului. Deoarece Împăratul ezita să treacă la represalii, una dintre concubinele sale - Cyrsa - l-a asasinat și s-a proclamat Împărăteasă. Pretenția ei a fost făcută legitimă de Virisken Soshir, unul dintre copiii Împăratului și șef al gărzii imperiale, care a devenit concubinul Cyrsei. Împreună cu el și cu Prințului Moștenitor Nelesquin, Cyrsa a adunat o armată de războinici și Mistici cu care a pornit spre Ixyll pentru a-i înfrunta pe turasynzi. Ea a împărțit Imperiul în Nouă Principate pe care le-a pus sub conducerea unor familii a căror luptă pentru putere să nu-i permită niciunei să devină suficient de puternică în timp ce ea se luptă cu barbarii.
Nelesquin a trădat cauza și s-a aliat cu inamicii, din dorința de a pune mâna pe tronul despre care considera că i s-ar fi cuvenit. Virisken Soshir a fost trimis să-l pedepsească și a reușit să-l ucidă, dar a fost asasinat la rândul său din ordinul Împărătesei. După o serie de lupte de hărțuire purtate în provinciile Deseiriion, Dolosan și Solaeth, bătălia decisivă cu turasynzii s-a purtat în Ixyll. În urma bătăliei, magia a scăpat din zăgazuri și a măturat jumătate de lume. Cerul s-a întunecat, au căzut zăpezi negre și, timp de zece ani, nu a fost vară. Populația Imperiului s-a redus la câteva sute de mii de locuitori. Vremea imprevizibilă a mai măturat Principatele încă un secol, cele nouă zile ale Festivalului Recoltei fiind cea mai apropiată idee de vară - fenomenul e cunoscut ca Urgia sau Vremea Gheții Negre.
Supraviețuitorii armatei lui Nelesquin construiesc orașul Tolwreen, unde încearcă să-și prelungească viața în așteptarea revenirii acestuia pe pământ, transformându-se în ființe anorganice. Misticii Împărătesei Cyrsa construiesc orașul Voraxan, unde așteaptă timp de șapte sute de ani semnalul ei de a reveni în cele Nouă Principate și a le unifica sub conducerea ei.  Prințul Nelesquin - a cărui supraviețuire a fost facilitată de magie și de faptul că, înainte de a fi ucis, trupul, spiritul și sufletul său au fost separate pentru a nu permite anihilarea sa totală - revine la viață pe continentul Anturasixan, creat de cartograful mistic Qiro Anturasi, și invadează cele Nouă Principate. Cyrsa iese la lumină, își adună armatele și-l zdrobește definitiv pe rebel, reluându-și locul pe tron. Victoria este făcută posibilă de readucerea lumii la stadiul dinainte de distrugerea Virukadeenului, ceea ce permite rasei viruk să înceapă o nouă epocă de prosperitate.

## Geografia
Lumea imaginată de Stackpole în această serie cuprinde trei continente, despărțite între ele de Marea de Răsărit, în care se găsesc o serie de insule și arhipelaguri. Nordul și sudul extrem sunt mărginite de Munții de Gheață, care permit intrarea în lumea Cerurilor și a Iadurilor.
În timpul Imperiului Viruk hărție au fost întocmite de cartografi sooth, iar compararea acestora cu cele realizate peste mii de ani de oameni indică faptul că lumea s-a extins. În vremea celor Nouă Principate, Nalenyrul își asigură supremația prin apelarea la serviciile Casei Anturasi, care cuprinde cartografi extrem de talentați. Aceștia calculează latitudinea prin măsurarea umbrei la amiază față de Ecuator. Determinarea longitudinii a fost mult mai dificilă și arbitrară, mai ales pentru călătoriile pe mare, corecturile necesare devenind posibile odată cu folosirea ceasului dublu care comunica la distanță, realizat de Casa Gryst. Cu ajutorul acestui dispozitiv, diferența dintre ora arătată de un ceas static și omologul său care călătorea se putea transforma în mile marine.

### Continentul principal
Este locul ocupat timp de mii de ani de Imperiul Virukian. După prăbușirea acestuia, muntele uriaș care domina mijlocul continentului și pe care se afla capitala imperială Virukadeen s-a scufundat, lăsând locul Mării Întunecate. Regiunile au fost reunificate de oameni într-un nou Imperiu, traversat de la nord la sud de un drum imperial și legat de regiunile apusene printr-o rută comercială cunoscută ca Drumul Mirodeniilor. Timp de 700 de ani, Imperiul a fost divizat Nouă Principate înainte de a se reuni din nou.

#### Cele Nouă Principate
Deseirion
Este o provincie de frontieră a Imperiului în care erau cantonate trupele trimise să-i încetinească pe turasynzii din deșerturile nordice. Aici s-a construit o rețea de fortărețe în jurul cărora s-au dezvoltat orașe, economia provinciei bazându-se în principal pe exploatarea și prelucrarea fierul, cuprul, cositorul și cărbunii. Capitala provinciei devenită ulterior Principat a fost stabilită la Felarati, supranumit Orașul Întunecat. Având ca simbol Șoimul, Principatul a fost condus de o serie de moștenitori imperiali, până la lovitura de stat care a adus pe tron dinastia Jaeshi.
Helosunde
Provincia se află la sud de Deseirion, Principat în a cărui politică internă s-a amestecat multă vreme, până când urcarea pe tronul deseian a dinastiei Jaeshi a răsturnat situația. Capitala Principatului până la cucerirea ei de către Deseirion a fost Moryna, iar simbolul folosit Câinele. Principatul este faimos pentru gărzile keru - femei puternice, blonde cu ochi albaștri, care îl păzesc pe prinț și despre care circulă o serie de legende amoroase.
Nalenyr
Această provincie se află în sudul Deseirionului și are capitala la Moriande, Orașul Alb. Simbolul Principatului este Dragonul și, după lovitura de stat care a adus la putere dinastia Komyr, provincia a cunoscut un avânt economic deosebit facilitat de apelarea la serviciile Case de cartografi Anturasi.
Erumvirine
Capitala acestei provincii situate la sud de Nalenyr este Kelewan, Orașul Ilustrat, localitate care a fost capitala Imperiului. Având ca simbol Ursul, Principatul este condus de dinastia Telanyn.
Cele Cinci Principate
Acestea sunt situate în sud-vestul Erumvirinei și cuprinde Principatele: Ceriskoron, Gloysan, Hyreoth, Miromil și Moryth.

#### Alte regiuni
Pustietățile Turasynd
Regiunea se întinde la nordul Deseirionului și este populată de turasynzi, barbari care obișnuiesc să facă raiduri de jaf în Imperiu și, ulterior, în cele Nouă Principate. Ei trăiesc foarte mult, se luptă până la moarte și au o serie de ritualuri ciudate (printre care se numără acela de a insera în carne pene topite cu ajutorul magiei, formând un tatuaj în relief). Sabia turasyndă este ușor încovoiată, ascuțită la vârf și concepută mai mult pentru lovituri laterale administrate din șaua calului.
Solaeth
Este o provincie de graniță situată în nordul Mării Întunecate, care n-a făcut niciodată parte din Imperiu. Este condusă de un Înalt Guvernator controlat de căpeteniile militare. Aici se află portul Syulmak, din care pleca Drumul Mirodeniilor.
Dolosan
În această provincie din vestul Solaethului influența magiei face ca formele de relief să se milște pe timpul nopții, schimbându-și locul și poziționarea. În nord-vestul provinciei se găsește trecătarea spre Ixyll, străjuită de orașul Opaslynoti.
Ixyll
Teritoriu apusean în care a avut loc bătălia armatei Împărătesei Cyrsa cu turasynzii și care a fost principala regiune afectată de magia scăpată de sub control în timpul luptei. Printre caracteristicile ei se numără modificare reliefului în funcție de formele impuse de mintea privitorului și furtunile magice care pot muta și munți din loc. În această provincie supraviețuitorii Mistici ai armatei rebele a lui Nelesquin au ridicat așezarea Tolwreen, iar Misticii aflați în slujba Împărătesei Cyrsa așezarea Voraxan.
Irusviruk
Regiune în care s-au retras virukii după prăbușirea imperiului lor.
Tejanmorek și Ummummorar
Provincii situate în sud-vestul celor Nouă Principate.

### Caxyan
Continent situat în estul Mării de Răsărit, inexistent pe hărțile concepute de soothi pentru viruki. Se presupune că a apărut după scufundarea Virukadeenului. Este locuit de amentzutli, oameni cu pielea arămie și părul negru care nu cunosc calul și roata, practică recolta alternativă, construiesc piramide în trepte și sunt împărțiți în caste. Capitala imperiului lor este Nemehyan, iar conducătorul este Regel-Vrăjitor din casta maicana. Amentzutli folosesc un calendar ciclic bazat pe fazele lunii și interacțiunile dintre lunile roșie și albă (luna neagră nu figurează în calculele lor). Un ciclu durează 737 de ani, după care se intră în centenco, o perioadă care anunță crize majore, cataclisme și orori. Primul centenco este legat de nașterea lunii negre, al doilea de o molimă cumplită care ucisese sute de mii de oameni, al treilea cu Războiul Ansatl, iar al patrulea cu evenimentele relatate în cadrul seriei.

### Antusarixan
Acest continent este creat de cartograful Mistic Qiro Anturasi cu ajutorul puterilor magice pe care le-a dobândit. Conceput mai întâi dub forma unui teritoriu numit Kunjiqui, care se baza pe locurile imaginate de nepoata sa, Nirati, el a căpătat substanță în lumea reală odată cu asasinarea acesteia. De aici și-a început Nelesquin invazia în cele Nouă Principate, alături de armata sa de durrani. Puterile magice ale lui Qiro i-au permis acestuia să creeze o serie de ființe, unele înrolate în armata lui Nelesquin, altele trimise să-l captureze pe nepotul său Keles și altele ajunse în slujba lui Nirati. Pe harta creată de Qiro în atelierul său de lucru din Moriande, continentul apare trasat cu sânge.

## Zeii, magia și tehnologia
Zeii
Virukii l-au conceput pe zeul Nessagafel. Credința în el i-a sporit acestuia puterile, astfel încât a ajuns cu adevărat un zeu omnipotent, capabil să modifice realitatea. El a creat alți nouă zei care, la rândul lor, au creat rasa umană. Pentru că viețile oamenilor era foarte scurte și reîncarnările le permiteau să-și reamintească de viețile anterioare, zeii au creat Lumea Morților, cu Cele Nouă Iaduri și Cele Nouă Ceruri. În timp, datorită credinței oamenilor, fiecare zeu a ajuns să-și contureze anumite aspecte și a devenit mai puternic, căpătând tot mai multă îndemânare în modelarea realității.
Primul copil al lui Nessagafel a fost Grija, zeul-lup, cu un intelect mai redus. El și-a asumat conducerea Lumii Morților, devenind astfel Zeul Morții. În cosmologia amentzutlilor se considera că zeul-jaguar Omchoa îl devorase pe zeul morții Zoloa, astfel încât cel din urmă mai exista doar ca formă de manifestare a celui dintâi. Grija este creatorul rasei Ansatl.
Printre ceilalți zei creați de Nessagafel se numără Quun, Chado, Zeul-tigru al Umbrelor și aducător al molimelor, venerat sub forma zeului-jaguar Omchoa de către amentzutli Tsiwen, Zeița-liliac a Înțelepciunii și creatoare a rasei Sooth și Wentoki, zeu-dragon și creator al rasei Fennych, venerat de către amentzutli sub forma zeului Tetcomchoa, a cărui învățătură este păstrată de casta maicana. Nemulțumit de creația sa, Nessagafael a dorit s-o distrugă, dar a fost învins de Quun și Chado întemnițat în Al Nouălea Iad. Cu ajutorul lui Grija, el și-a recăpătat puterile și a încercat din nou să-și distrugă creația. A reușit să șteargă existența lui Grija, dar a fost răpus de Wentoki. În funcție de schimbările care au avut loc în ierarhia zeilor, cosmogonia diferitelor popoare a păstrat mențiuni diferite. Așa se face că, în timp ce Virukii au zece zei, oamenii din cele Nouă Principate venerează doar nouă, iar amentzutli au doar șase.
Deoarece a fost venerat de nalenyeni în timpul vieții, Prințul Cyron a devenit după moarte zeu. Dispariția zeului Grija a lăsat Lumea Morților fără un conducător, așa încât Nirati Anturasi și-a asumat această sarcină, devenind zeiță.
Magia
Zeul Wentoki le-a oferit oamenilor darul magiei, însărcinând poporul Amentzutl cu păstrarea învățării acesteia. Amentzutli numesc magia mai, în timp ce în cele Nouă Principate ea este denumită jaedun - vraja care curge în toate. Persoanele conectate la ea sunt numite jaecai, respectiv maicana. Persoanele experte în conectarea la jaedun devin Mistici și trăiesc foarte mult. Ele își percep adversarii mișcându-se mai lent și văd fluxurile de energie din bătălii, știind în ce direcție se vor deplasa adversarii, pe unde se pot mișca și cum îi pot opri mai ușor. Persoanele cu abilități deosebite găsesc esența lucrurilor și sunt capabile să le modifice forma până la atingerea unui nou echilibru, putând altera semnificativ realitatea. Orice om poate deveni Mistic, indiferent de arta în care se specializează (Cyrsa este curtezană Mistică, iar Qiro Anturasi cartograf Mistic).
Când se înfruntă doi Mistici se desenează cercuri magice în jurul spadasinilor pentru ca magia dezlănțuită să nu se răspândească necontrolat în jur. Efectul magiei scăpate de sub control a fost extrem de evident în înfruntarea dintre armata Împărătesei Cyrsa și turasynzi, care a declanșat Vremea Gheții Negre, sau Urgia.
Partea întunecată și periculoasă a magiei este denumită vrilxingna. Printre practicile ei se numără măcinarea cadavrelor mort și inhalarea pulberii pentru a căpăta măiestria celor morți. Dacă în cele Nouă Principate vrăjitorii sunt temuți, în Caxyan ei sunt venerați și conduc poporul.
Tehnologia
În cărțile fantasy tehnologia lipsește, ea fiind înlocuită de magie. Nu la fel se întâmplă în lumea imaginată de Stackpole, în care cele două se dezvoltă în paralel. Astfel, cu ajutorul thaumston-ului, un mineral capabil să absoarbă o mare cantitate de energie magică, oamenii pot construi mașinării autonome. Casa Gryst din Moriande este specializată în această artă, unul dintre membrii ei - Borosan Gryst - fiind capabil să construiască mașinării pre-programate extrem de complexe. Acestea se dovedesc extrem de utile în munca de cercetare și cartografiere, în luptă și chiar pentru a înlocui un membru amputat. Gyanri, vrăjitoria mecanică, este detestată de unii războinici-aspiranți, deoarece cred că oferă prea ușor puterea unor nepricepuți, în timp ce dobândirea statutului de Mistic presupune ani întregi de antrenament și de disciplinare interioară în cadrul unor școli specializate în Arta Spadei sau ca xidantzu, războinici-rătăcitori.
Thaumston-ul are o serie de întrebuințări care amintesc de tehnologiile moderne, cele mai multe fiind vizibile în Opaslynoti, orașul care străjuiește trecătoarea spre Ixyll și este mereu lovit de furtuni magice, care încarcă pietrele cu magie. Adepții din Voraxan ai lui Nelesquin au construit chiar cai mecanici, programabili cu ajutorul unor cartele, carfe se dovedesc extrem de folositori pe câmpul de luptă.

## Rase
În afară de oameni, creați de Cei Nouă Zei (copiii lui Nessagafel), lumea prezentată de Stackpole mai este populată și de alte rase, majoritatea dintre ele mai vechi decât omenirea.
Viruk
Aceasta este prima rasă care a populat lumea, ea fiind creatoarea zeului Nessagafel. Ea a domnit cu milenii în urmă peste un imperiu care depășea granițele celor Nouă Principate, avându-i pe sothi drept birocrați și pe oameni ca sclavi. Capitala imperiului, Virukadeen, se afla pe cel mai înalt munte și putea fi văzută din orice punct al Imperiului, iar vrăjile au transformat clima din capitală și au făcut-o extrem de plăcută în ciuda reliefului și a altitudinii. Imperiul Viruk s-a destrămat, iar virukii s-au retras în Irusviruk. După ce bătălia dintre Împărăteasa Cyrsa și turasynzi a dezlănțit Urgia, virukii au ridicat un „voal vrăjit” (tavam eyzar') care să țină în frâu magia din Ixyll.
Masculii viruk depășesc 2 m în înălțime, au plăci osoase pe mâinile lungi și subțiri, piele verde-deschis pe gât, piept, pântec și partea interioară a brațelor și verde-închis pe restul corpului (inclusiv fața), păr lung și negru, ochi negri, gheare ascuțite și otrăvite la degetele de la mâini și de la picioare, cârlige la coate, coarne pe cap și dinți albi și ascuțiți. Femeile au o înălțime comparabilă cu a unui om, piele verde-deschis, ochi ca abanosul și păr negru ca pana corbului.
Fiecare faptă bună săvârșită de un viruk creează o piatră albă (ghoal saam) în sufletul său, iar fiecare faptă rea una neagră (ghoal nuan). La sfârșitul vieții, dacă sunt mai multe pietre albe sufletul merge în paradis, dacă sunt mai multe negre intră în chinurile veșnice, iar dacă ele sunt în echilibru sufletul revine în lume imaculat.
Sooth
Rasă creată de zeița Tsiwen, soothi au slujit în Imperiul Viruk ca birocrați, educatori și păstrători ai informațiilor. Ei au dimensiunea unui copil, culoare ivorie, aspect scheletic cu capul prea mare pentru trup, orbite supradimensionate, doi ochi normali negri cu pupile aurii, un al treilea de aceeași dimensiune și culoare în frunte și câte un ochi deasupra și unul dedesubtul ochilor normali. Ultimii patru ochi sunt mai mici, aurii, au pupila neagră și 
le permit soothilor să vadă în viitor.
În timpul vieții soothi trec prin mai multe stadii, care se caracterizează prin schimbări radicale. Trecerea dintr-un stadiu al vieții în altul se face prin intermediul unei perioade de hibernare de luni sau ani, în care-și reorganizează modul de gândire și își schimbă forma în una potrivită în interiorul unui cocon. Primul stadiu este cel numit anbor, al doilea se numește myrkal și se caracterizează prin reducerea dimensiunilor, iar al treilea și cel mai neobișnuit implică încă o reducere a dimensiunilor și este cunoscut sub denumirea gloon.
Ansatl
Creație a Zeului Morții, Grija, rasa Ansatl este superficială și nu are o structură organizatorică. Apetitul lor pentru distrugeri îi determina mereu să-și secătuiască propriile resurse și să-i atace pe oameni, aceștia fiind nevoiți să-i distrugă. Cel mai puternic conflict cu ei l-au avut de amentzutli, care, ajutați de zeul Tetcomchoa, i-au înfrânt și i-au alungat într-un arhipelag din Marea de Răsărit. Facțiunile rămase au continuat să se războiască între ele și să atace corăbii rătăcite în apropierea arhipelagului.
Ansatli sunt creaturi vag umanoide, cu brațe lungi, picioare scurte și zdravene, coadă lungă și trup, iar secțiunea tuturor membrelor și a trupului este romboidală. Sunt acoperiți cu solzi, au membrane între degetele terminate cu gheare ascuțite, dinți triunghiulari, nu au gât sau urechi vizibile, iar ochii sunt mari și rotunzi, de culoare neagră, lucioasă, plați și neprotejați de o structură osoasă.
Mai sunt cunoscuți și sub numele de oameni-șopârlă, oameni-rechin sau oameni-amfibie.
Fennych
Fenni sunt creaturi inteligente, amuzante, care posedă o serie de abilități, dar care devin animalice, crude și de neoprit când sunt în haită. Ele au fost create de zeul Wentoki pentru a-i ucide pe viruki pe zeul Nessagafel.
Au dimensiunile unui urs mic, coadă lungă și urechi moțate, dar își pot schimba înfățișarea într-o serie de animale mici sau de mărime medie (căpătând chiar și aspect umanoid în preajma oamenilor). Învață cu ușurință limba oamenilor, inteligența fiindu-le indispensabilă pentru supraviețuire când sunt izolați de semenii lor. Când cresc, puii pleacă de lângă părinți și-și stabilesc noi teritorii, învățând în timp să colaboreze cu haitele deja existente.
Alte ființe
Accesul la magie a făcut ca Misticii să poată crea, la rândul lor, ființe. Printre acestea se numără armatele Prințului Nelesquin, care cuprind un soi de broaște și de cârtițe care au doar scopul de a penetra rândurile inamicului și a instaura panica, o specie de infanteriști feroce cu o inteligență scăzută și o ferocitate ieșită din comun, precum și luptătorii albaștri durrani - trupe antrenate capabile să facă față unor războinici încercați. Alte ființe au fost create de Qiro Anturasi, unele pentru a-l sustrage pe Keles din Felarati, altele pentru a înlocui armatele distruse ale lui Nelesquin, iar altele pentru a invada teritoriul nou-descoprit al amentzutlilor. Unele dintre creațiile lui Qiro, considerate rebuturi, au fost luate sub protecție de Nirati, care le-a transformat în armata ei personală.
Tot prin folosirea magiei, Misticii care i-au supraviețuit lui Nelesquin din vremea Urgiei și-au creat trupuri non-umane care să le ofere un suport material pentru spirit.

## Opinii critice
Booklist descrie astfel seria Marile descoperiri: „Asemenea epocii de aur a explorărilor europene, în seria lui Stackpole hărțile devin secrete bine păzite, cu proprietăți misterioase și chiar oculte.”. Publishers Weekly laudă „aventura nonstop pentru cei cărora le place genul fantasy măreț și însângerat”, în timp ce Scifi.com consideră că „Stackpole conduce mecanismele ca un maestru și imaginează conspiratori la fel de inteligenți precum conspirațiile”.